# Juan Blas
Juan Blas (Madrid, España, 20 de marzo de 1983) es un músico y productor español, conocido por ser el cantante y guitarrista del grupo de rock madrileño Nothink.

## Biografía
Juan Blas (Madrid, España, 20 de marzo de 1983) es un músico y productor, conocido por ser el cantante y guitarrista del grupo de rock madrileño Nothink. Actualmente está trabajando en solitario en su nuevo proyecto llamado The Big Bench. Y paralelamente, con gente de Toundra y Moonich, en una banda de carácter post-rock, llamada Minor Empires.